# Evelyn Rahman
Evelyn Rahman née Evelyn Hutchins est une américaine féministe engagée dans les Brigades internationales pendant la guerre d'Espagne, où elle conduit des ambulances. Née le 1er août 1910 à Snohomish dans l’État de Washington et morte en juillet 1982.

## Biographie
Evelyn naît le 1er août 1910 dans la petite ville de bûcherons de Snohomish, dans le Washington. Ses parents se séparent peu après et elle reste avec son jeune frère sous la garde de leur mère, une militante féministe. Celle-ci enchaîne les aventures (l'un de ses amants agresse sexuellement Evelyn) jusqu'à sa rencontre avec un docker engagé à gauche, blacklisté pour avoir participé à une grève pendant la Première Guerre mondiale. Le couple se stabilise — Evelyn a 8 ans — et la famille part vivre à New York.
À 18 ans elle abandonne le lycée et quitte sa famille pour devenir danseuse professionnelle. Mais sa carrière se brise quand éclate la Grande Dépression. Elle est contrainte d'accepter des spectacles sordides dans des clubs de strip-tease, frôle la prostitution. Ses convictions féministes l'amènent à se dresser contre les fascismes qui prennent le pouvoir en Europe. Avec Carl Rahman, qu'elle épouse en septembre 1936, et son frère Les Hutchins, elle se porte volontaire auprès des Brigades internationales pour conduire des ambulances. Elle arrive en Espagne le 6 avril 1937, et sert dans l'unité médicale de la brigade Abraham Lincoln. Au volant de sa camionnette baptisée Baby et équipée d'un énorme klaxon, elle sillonne les fronts de Guadalajara et de l'Aragon. Elle est basée à Saelices du 22 avril au 17 juillet 1937, puis affectée à Tarancon jusqu'en octobre. Elle travaille ensuite à Vich jusqu'à ce qu'en juin 1938 elle soit envoyée dans le groupe d'évacuation de l'armée de l'Ebre. Elle quitte l'Espagne le 29 octobre 1938 à bord du Queen Mary.
Evelyn meurt en juillet 1982, après s'être remariée avec un M. Hamilton. 